# Rue Frédéric-Loliée
La rue Frédéric-Loliée est une voie du 20e arrondissement de Paris, en France.

## Situation et accès
La rue Frédéric-Loliée est une voie publique située dans le 20e arrondissement de Paris. Elle débute au 10, rue Mounet-Sully et se termine au 25, rue des Pyrénées.

## Origine du nom

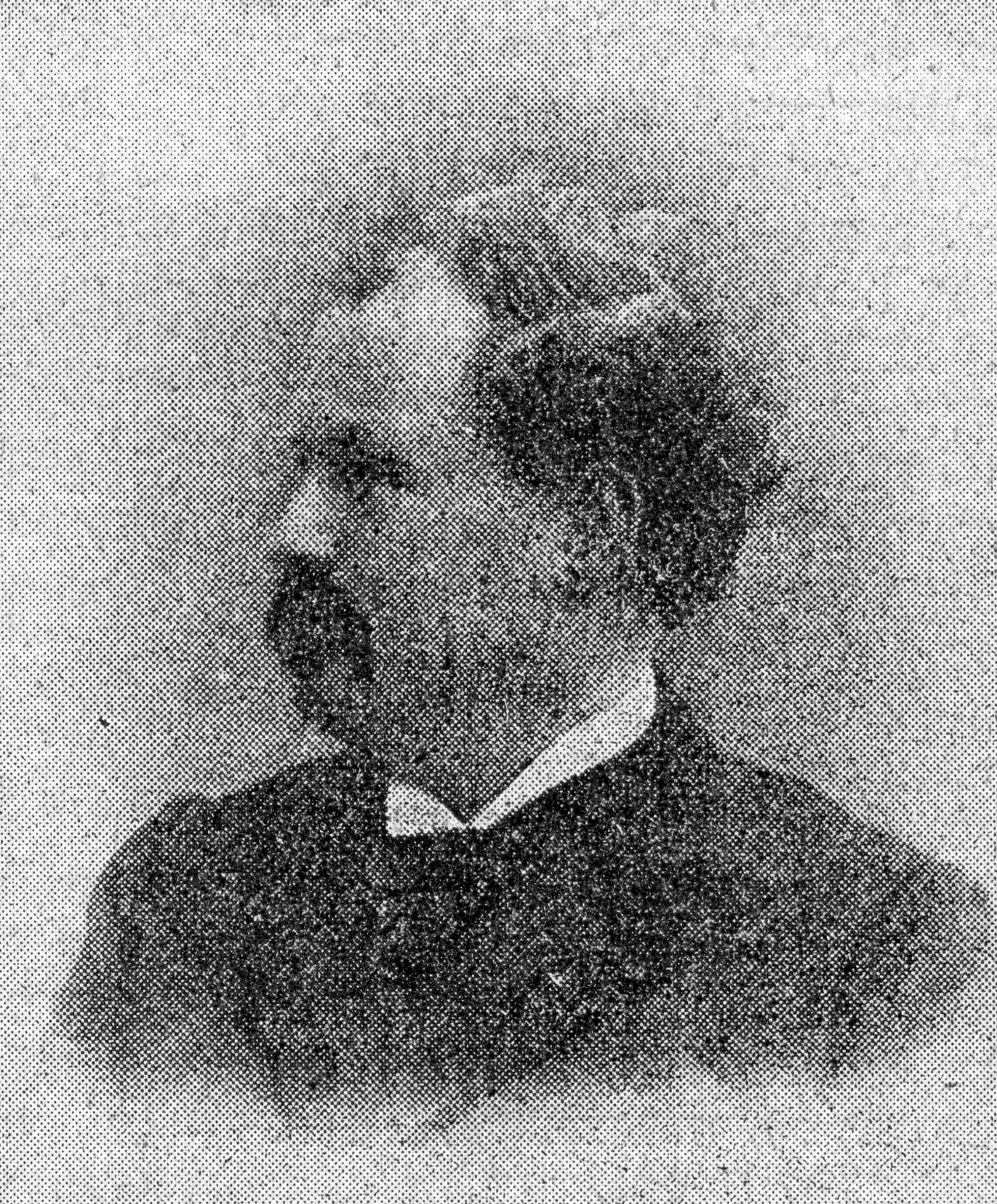
Frédéric Loliée par Henri Manuel, vers 1910.

Elle porte le nom du journaliste et historien Frédéric Loliée (1856-1915).

## Historique
Cette voie est ouverte sous sa dénomination actuelle par la Ville de Paris, sur l'emplacement de l'ancienne usine à gaz de Saint-Mandé, par un arrêté du 14 août 1934.